# Oued Sly
Oued Sly (în arabă وادى سلى) este o comună din provincia Chlef, Algeria.
Populația comunei este de 47.248 de locuitori (2008).